# 柏站
柏站（日语：／ Kashiwa eki */?）是位於日本千葉縣柏市柏一丁目以及末廣町，屬於東日本旅客鐵道（JR東日本）和東武鐵道的鐵路車站。
此站有JR東日本的常磐線與東武鐵道的野田線（愛稱「東武都市公園線」）停靠，是轉乘站。JR東日本車站，行走快速線的特急、中距離電車以及常磐線快速列車與行走緩行線的常磐線各站停車。

## 車站結構

### JR東日本
JR東日本站區位於地面，站房是跨站式站房設計。月台採島式月台4面8線配置。中央口前設有綠色窗口（營業時間：06:00－22:00）及View Plaza。
自2005年7月9日訂正時刻表開始，除早上繁忙時間部分上行班次外，所有「Fresh常陸」號特急列車均停靠本站。

#### 月台配置
| 月台 | 路線                 | 方向 | 目的地                                            |
| ---- | -------------------- | ---- | ------------------------------------------------- |
| 1    | 常磐線（各站停車）   | 上行 | 新松戶、綾瀨、西日暮里、代代木上原方向            |
| 2    | 常磐線（各站停車）   | 下行 | 北柏、我孫子、取手方向                            |
| 3    | 常磐線（快速、特急） | 上行 | 松戶、日暮里、上野、東京、品川方向 （上野東京線） |
| 4    | 常磐線（快速、特急） | 下行 | 我孫子、取手、成田、土浦、水戶方向                |

（來源：JR東日本:車站構內圖 （页面存档备份，存于））

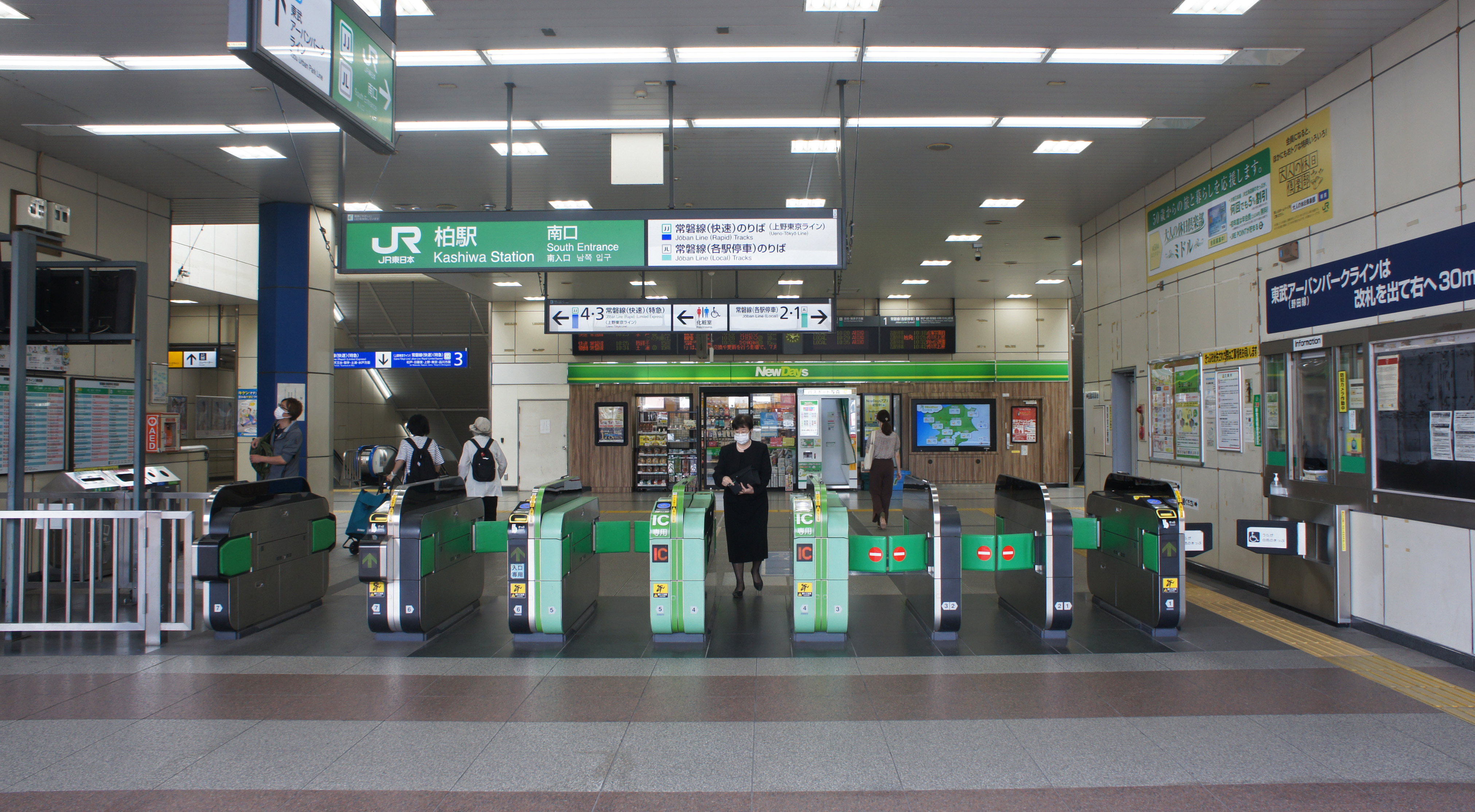
南驗票口(2021年5月)
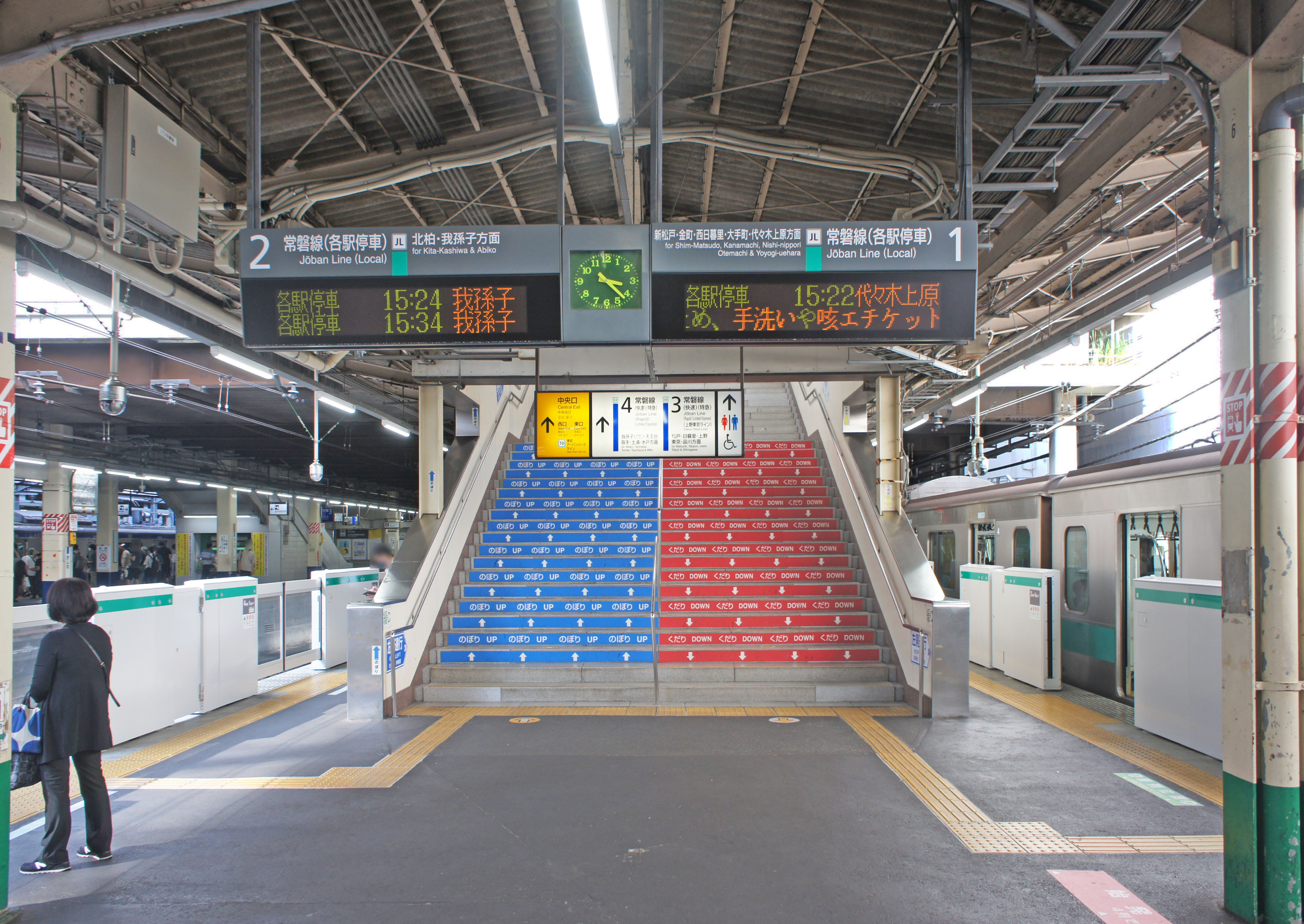
1號與2號月台（2022年7月）
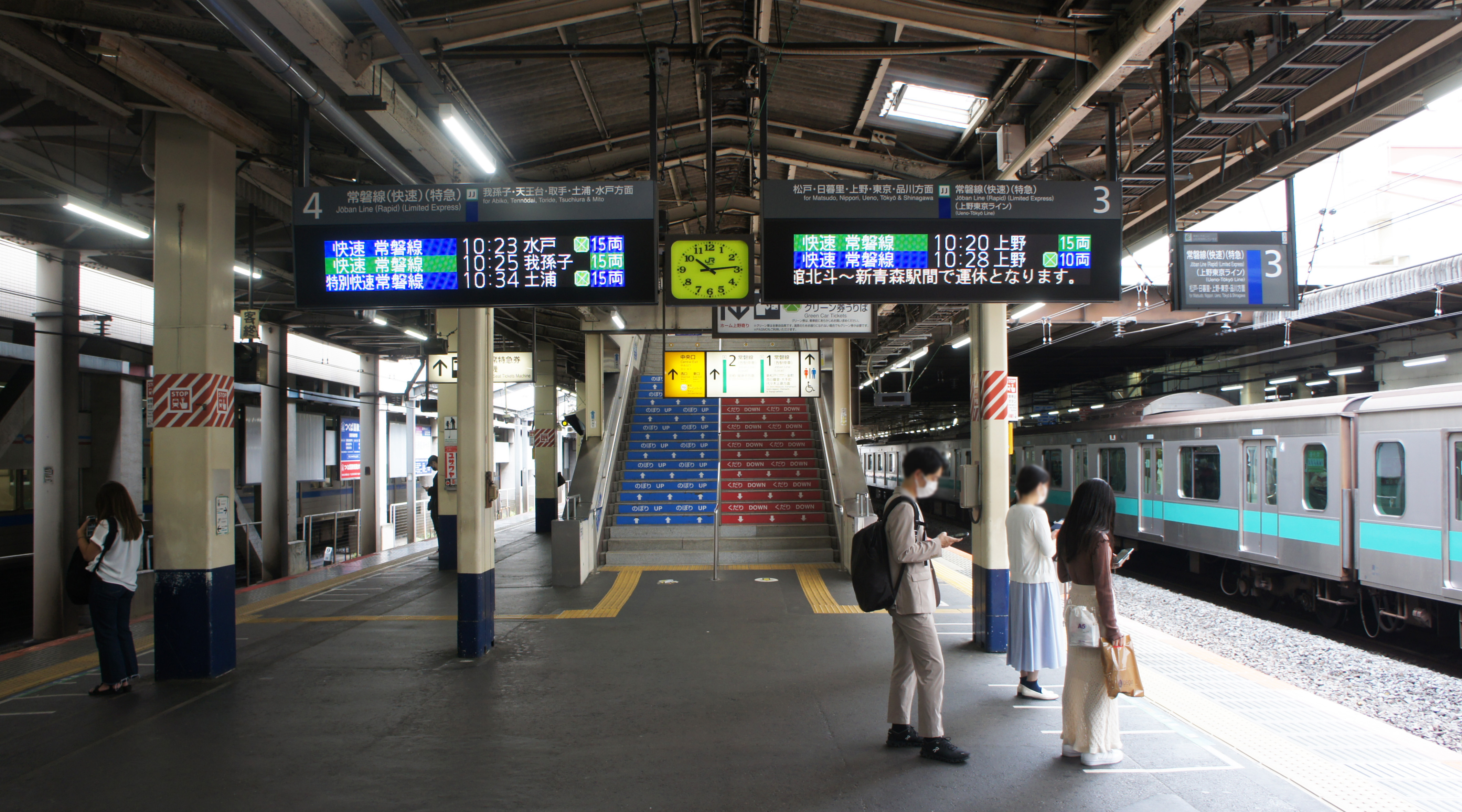
3號與4號月台(2021年5月)

### 東武鐵道
東武站區位於地面，同樣採跨站式站房設計，月台採港灣式月台2面4線配置。由於車站月台配置關係，所有來往大宮和船橋的野田線列車均需採折返式運行。

#### 月台配置
| 月台 | 路線           | 方向 | 目的地                                 |
| ---- | -------------- | ---- | -------------------------------------- |
| 1、2 | 東武都市公園線 | 上行 | 流山大鷹之森、野田市、春日部、大宮方向 |
| 3、4 | 東武都市公園線 | 下行 | 六實、新鎌谷、船橋方向                 |

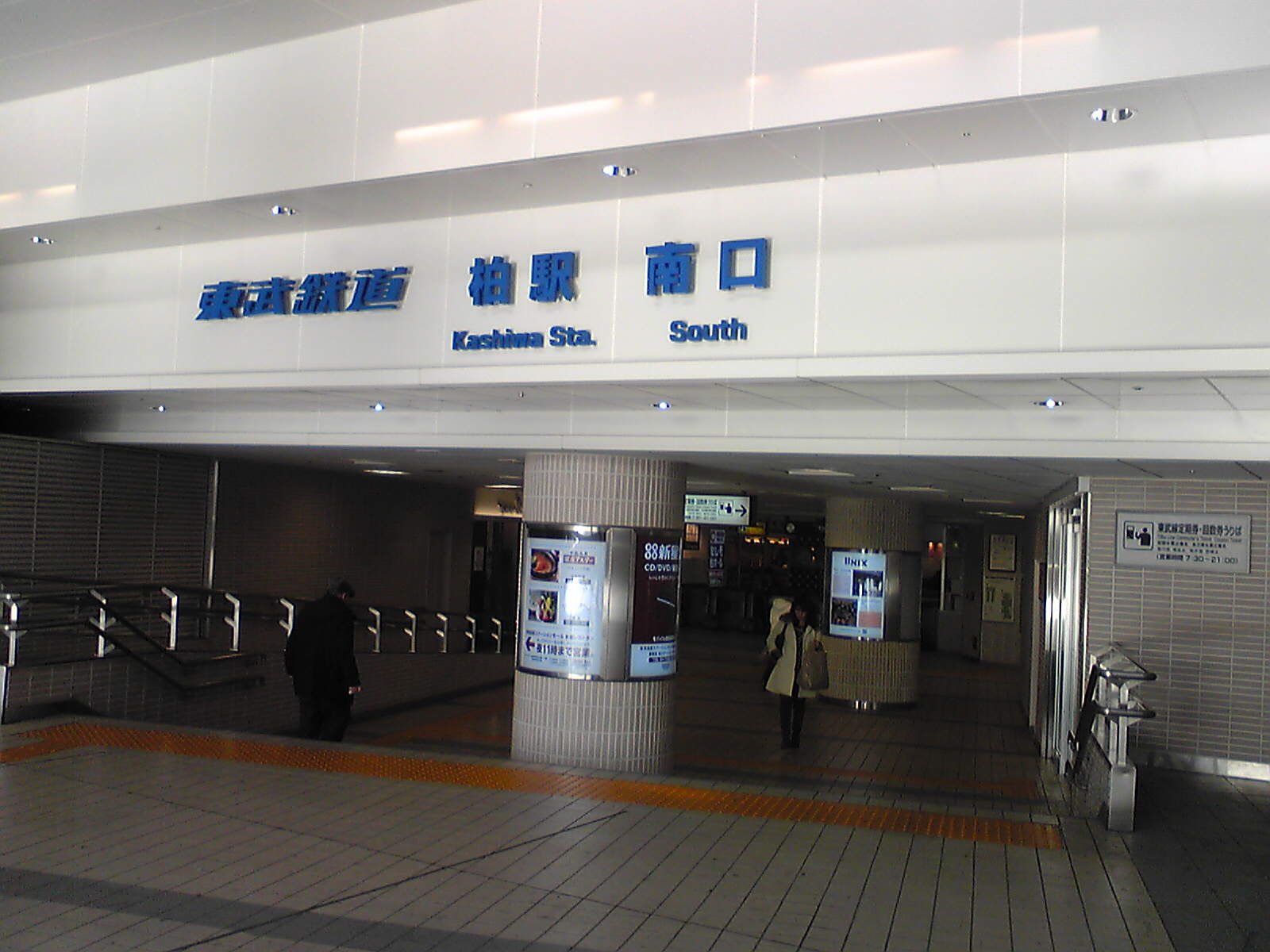
東武站區南口
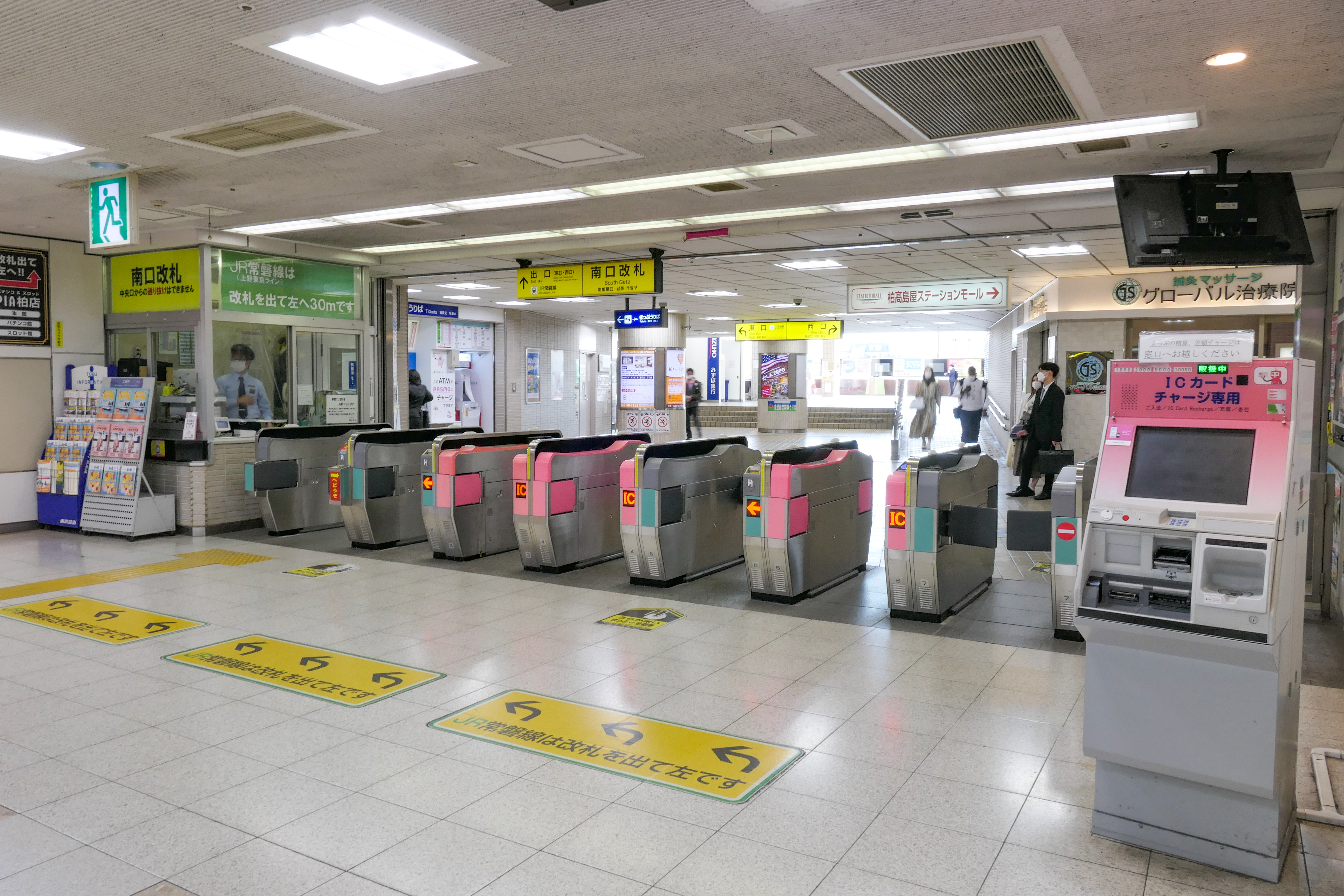
南驗票口(2021年11月)
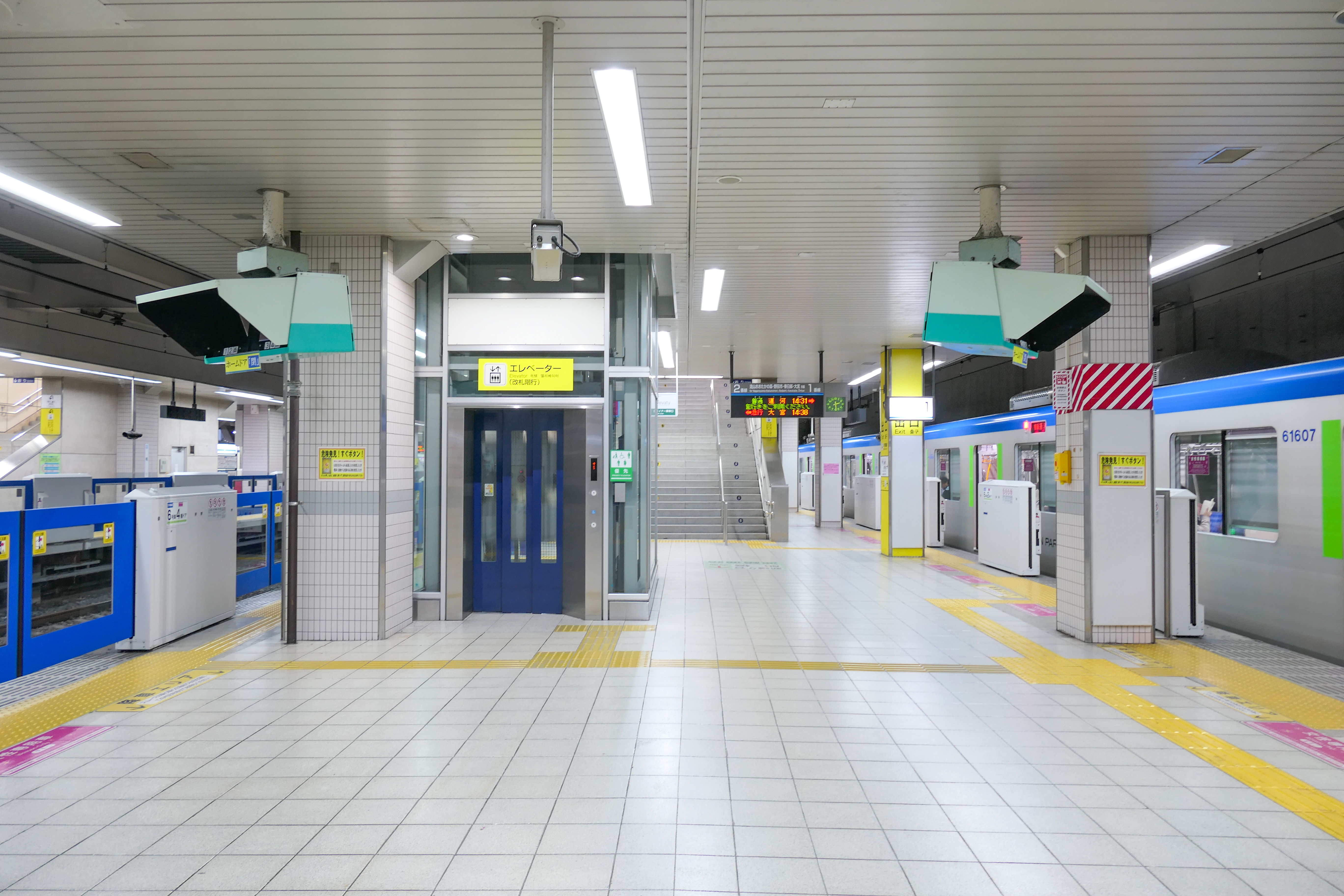
1號與2號月台（2021年11月）
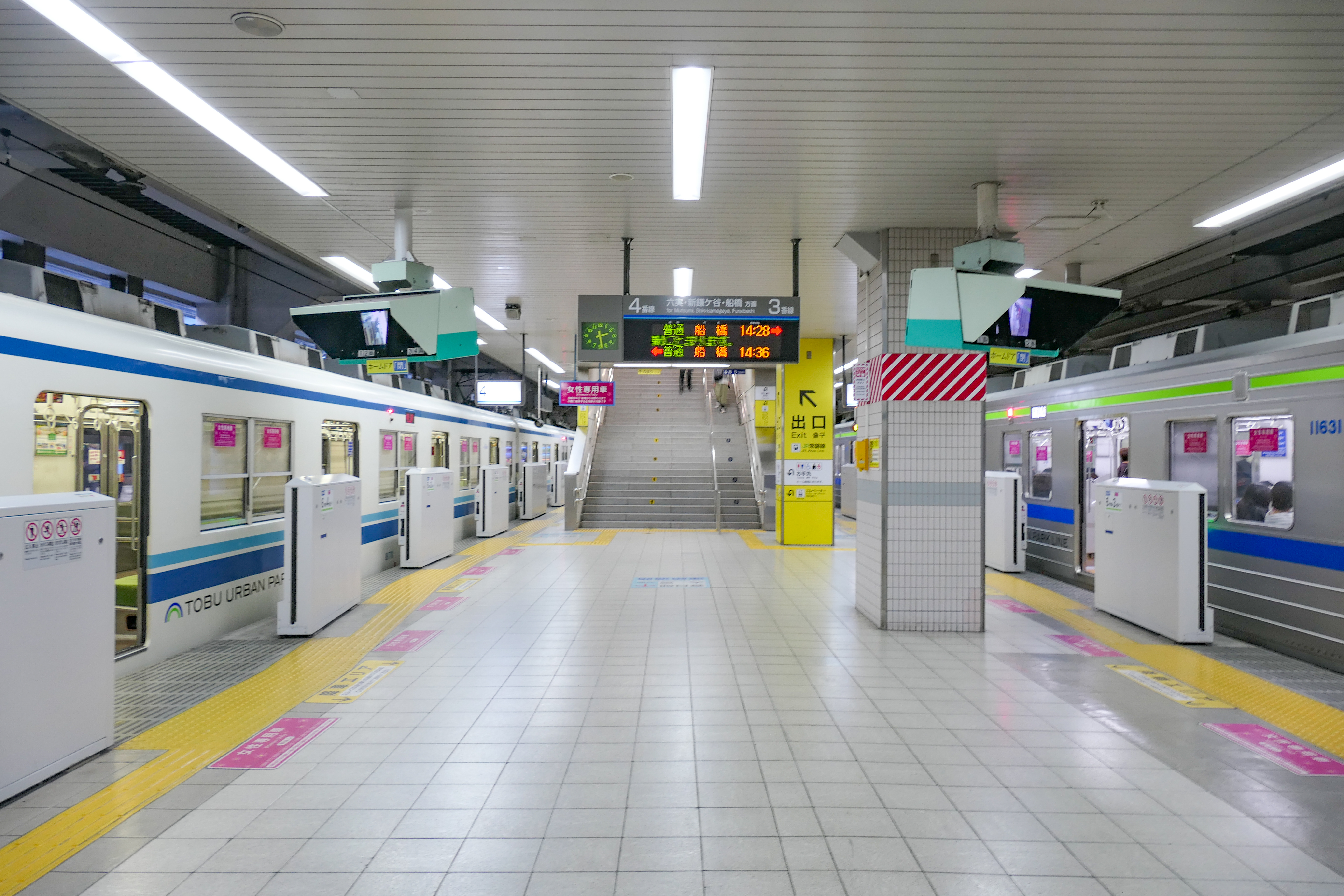
3號與4號月台（2021年11月）

#### 配置圖
| | ↑ 流山大鷹之森、野田市、 春日部、大宮 方向 |  |
| ← 六實、新鎌谷 、船橋 方向 | 東武鐵道 柏站 構內配線略圖                 |  |
| 图例 参考文献：※以下を参考に作成 * 祖田圭介、「特集 スイッチバック」、『鉄道ファン』 第43巻8号（通巻第508号） 2003年8月号、 63・64頁、交友社、2003年 * 東武鉄道公式ホームページ 柏駅構内マップ |                                            |  |

## 使用情況
2016年度兩間公司合計的上下車人次約39萬人。受筑波快線開業影響，2004年度至2006年度2年間的上下車人次減少了5萬人。
- JR東日本 - 2019年度1日平均上車人次為125,490人[利用客数 1]。
  - 該公司車站次於武藏小杉站排行第27位，只限常磐線的JR車站則僅次於北千住站排行第2位，千葉縣內車站則次於船橋站、西船橋站排行第3位。車費收入在JR東日本排行第17位，千葉縣內第1位[3]。
- 東武鐵道 - 2016年度1日平均上下車人次為144,666人[利用客数 2]。
  - 該公司車站當中次於池袋站、北千住站、和光市站、朝霞台站、新越谷站排行第6位，是野田線車站中最多的。

近年1日平均上下車人次的推移如下表（JR除外）。
| 年度               | 東武鐵道           | 東武鐵道 |
| 年度               | 1日平均 上下車人次 | 增長率   |
| ------------------ | ------------------ | -------- |
| 1993年（平成05年） | 179,552            |          |
| 1994年（平成06年） | 180,931            | 0.8%     |
| 1995年（平成07年） | 183,188            | 1.2%     |
| 1996年（平成08年） | 180,857            | -1.3%    |
| 1997年（平成09年） | 176,787            | -2.3%    |
| 1998年（平成10年） | 173,730            | -1.7%    |
| 1999年（平成11年） | 172,303            | -0.8%    |
| 2000年（平成12年） | 172,687            | 0.2%     |
| 2001年（平成13年） | 170,868            | -1.1%    |
| 2002年（平成14年） | 166,651            | -2.5%    |
| 2003年（平成15年） | 165,443            | -3.1%    |
| 2004年（平成16年） | 163,236            | -1.3%    |
| 2005年（平成17年） | 152,017            | -6.9%    |
| 2006年（平成18年） | 140,384            | -5.4%    |
| 2007年（平成19年） | 140,690            | 0.2%     |
| 2008年（平成20年） | 140,222            | -0.3%    |
| 2009年（平成21年） | 138,360            | -1.4%    |
| 2010年（平成22年） | 137,213            | -0.8%    |
| 2011年（平成23年） | 136,499            | -0.5%    |
| 2012年（平成24年） | 138,686            | 1.6%     |
| 2013年（平成25年） | 140,524            | 1.3%     |
| 2014年（平成26年） | 138,478            | -1.5%    |
| 2015年（平成27年） | 142,795            | 3.1%     |
| 2016年（平成28年） | 144,666            | 1.3%     |
| 2017年（平成29年） | 146,858            | 1.5%     |
| 2018年（平成30年） | 148,143            | 0.9%     |
| 2019年（令和元年） | 147,553            | −0.4%    |

### 各年度1日平均上車人次
近年1日平均上車人次的推移如下表。
| 年度               | 國鐵 / JR東日本 | 東武鐵道 | 來源     |
| ------------------ | --------------- | -------- | -------- |
| 1979年（昭和54年） | 99,792          | 54,934   | [ * 1 ]  |
| 1980年（昭和55年） | 103,181         | 57,914   | [ * 2 ]  |
| 1981年（昭和56年） | 105,672         | 59,699   | [ * 3 ]  |
| 1982年（昭和57年） | 108,281         | 32,307   | [ * 4 ]  |
| 1983年（昭和58年） | 111,370         | 63,864   | [ * 5 ]  |
| 1984年（昭和59年） | 116,244         | 66,340   | [ * 6 ]  |
| 1985年（昭和60年） | 117,517         | 69,254   | [ * 7 ]  |
| 1986年（昭和61年） | 123,949         | 71,568   | [ * 8 ]  |
| 1987年（昭和62年） | 126,814         | 74,614   | [ * 9 ]  |
| 1988年（昭和63年） | 133,780         | 78,336   | [ * 10 ] |
| 1989年（平成元年） | 139,469         | 80,052   | [ * 11 ] |
| 1990年（平成02年） | 145,014         | 82,704   | [ * 12 ] |
| 1991年（平成03年） | 149,664         | 85,197   | [ * 13 ] |
| 1992年（平成04年） | 154,328         | 88,323   | [ * 14 ] |
| 1993年（平成05年） | 157,506         | 90,153   | [ * 15 ] |
| 1994年（平成06年） | 157,928         | 90,869   | [ * 16 ] |
| 1995年（平成07年） | 157,230         | 91,561   | [ * 17 ] |
| 1996年（平成08年） | 157,359         | 90,297   | [ * 18 ] |
| 1997年（平成09年） | 154,288         | 88,274   | [ * 19 ] |
| 1998年（平成10年） | 152,548         | 86,814   | [ * 20 ] |
| 1999年（平成11年） | 151,010         | 86,111   | [ * 21 ] |
| 2000年（平成12年） | 149,376         | 86,231   | [ * 22 ] |
| 2001年（平成13年） | 148,563         | 85,385   | [ * 23 ] |
| 2002年（平成14年） | 146,635         | 83,283   | [ * 24 ] |
| 2003年（平成15年） | 145,196         | 82,663   | [ * 25 ] |
| 2004年（平成16年） | 143,113         | 81,527   | [ * 26 ] |
| 2005年（平成17年） | 135,074         | 76,583   | [ * 27 ] |
| 2006年（平成18年） | 126,721         | 71,106   | [ * 28 ] |
| 2007年（平成19年） | 125,499         | 70,783   | [ * 29 ] |
| 2008年（平成20年） | 124,311         | 70,397   | [ * 30 ] |
| 2009年（平成21年） | 121,803         | 69,358   | [ * 31 ] |
| 2010年（平成22年） | 119,825         | 68,693   | [ * 32 ] |
| 2011年（平成23年） | 118,611         | 68,194   | [ * 33 ] |
| 2012年（平成24年） | 119,064         | 69,192   | [ * 34 ] |
| 2013年（平成25年） | 121,061         | 70,089   | [ * 35 ] |
| 2014年（平成26年） | 119,671         | 69,052   | [ * 36 ] |
| 2015年（平成27年） | 123,104         | 71,227   | [ * 37 ] |
| 2016年（平成28年） | 124,190         | 72,135   | [ * 38 ] |
| 2017年（平成29年） | 125,354         | 73,217   | [ * 39 ] |
| 2018年（平成30年） | 126,276         |          |          |
| 2019年（令和元年） | 125,490         |          |          |

## 車站周邊
- 高島屋
- 崇光百貨
- 國道6號
- 派出所位於車站西口
- 千葉縣立東葛飾高校 - 旭町3丁目
- 柏市立柏中学校 - 明原4丁目
- 柏市立柏第一小學 - あけぼの1丁目

## 歷史
- 1896年（明治29年）12月25日－日本鐵道柏站開業。
  - 當時，車站附近的地名有「千代田村」和「柏村」。由於「千代田」與千代田城（即現皇居）名字相同，在當時需要忌諱的情況下而選擇「柏」作為站名。
- 1906年（明治39年）11月1日－日本鐡道被國有化，本站由日本國有鐵道（日本國鐵）接手經營。
- 1909年（明治42年）10月12日－日本國鐵將路線重新命名，本站所在的路線被命名為常磐線。
- 1911年（明治44年）5月9日－千葉縣營輕便鐵道野田線站區開業。
- 1923年（大正12年）8月1日－北總鐵道併購千葉縣營輕便鐵道野田線。
- 1923年（大正12年）12月27日－北總鐵道船橋線站區於本站東側開業。
- 1929年（昭和4年）11月22日－北總鐵道易名為總武鐵道。
- 1930年（昭和5年）8月30日－總武鐵道船橋線軌道和野田線軌道設置過渡線，兩個站區正式統一管理。
- 1944年（昭和19年）3月1日－東武鐵道併購總武鐵道。
- 1948年（昭和23年）4月16日－東武鐵道將船橋線併入野田線，成為現在的野田線。
- 1956年（昭和31年）12月27日－增設西口。
- 1970年（昭和45年）4月20日－本站貨運業務除自東武鐵道野田線的貨運班次外全面移交北柏貨運站管理。同時常磐線開始四線化工程。
- 1971年（昭和46年）
  - 4月1日－跨站式站房（現在的中央口）落成啟用。
  - 4月20日－國鐵常磐線完成四線化，但本站不設月台。
- 1972年（昭和47年）
  - 6月28日－國鐵站區設置自動剪票機作試驗，是國鐵首次安裝同類機器。
  - 10月2日－國鐵常磐快速線於本站設置月台。快速班次開始停靠本站。
- 1979年（昭和54年）－東武站區的車站大樓「柏Rose Town」（現稱「柏高島屋Station Mall」）開業。
- 1980年（昭和55年）10月1日－除客車班次外所有普通班次均停靠本站。
- 1984年（昭和59年）－東武鐵道野田線廢除貨物列車班次。
- 1986年（昭和61年）11月1日－國鐵特急列車（「常陸」號）部分班次停靠本站。
- 1987年（昭和62年）
  - 2月20日－東西非付費區通道（現在位於南口的橋）落成啟用。
  - 4月1日－國鐵分割民營化，國鐵站區由JR東日本接手經營。
- 1992年（平成4年）4月23日－東武站區增設南口。
- 1998年（平成10年）7月12日－JR站區3、4號月台擴闊3米。
- 1999年（平成11年）4月8日－JR東日本站區增設南口。
- 2001年（平成13年）11月18日－JR東日本智能卡系統Suica啟用。
- 2005年（平成17年）7月9日－JR特急列車「Fresh常陸」號千葉縣内統一停靠本站，除早上繁忙時間部分上行班次外，所有「Fresh常陸」號特急列車均停靠本站。同日常磐線中距離列車增設特別快速班次，均停靠本站。
- 2007年（平成19年）3月10日－東武站區引入發車音樂。
- 2011年（平成23年）7月23日－東武站區更改月台編號。
- 2015年（平成27年）
  - 2月7日：東武鐵道1・2號月台開始使用月台閘門。
  - 3月14日：東武鐵道3・4號月台開始使用月台閘門。

## 相鄰車站
東日本旅客鐵道
■■常磐線（快速）
- 特急「常陸」「常盤」部分停車站
- 臨時特急「舞孃」停車站

■特別快速
松戶（JJ 06）－柏（JJ 07）－取手（JJ 10）
■快速
松戶（JJ 06）－柏（JJ 07）－我孫子（JJ 08）
■常磐線（各站停車）
南柏（JL 27）－柏（JL 28）－北柏（JL 29）
 東武鐵道
 東武都市公園線
■特急「都市公園Liner」到發站
■急行
流山大鷹之森（TD 22）－柏（TD 24）－高柳（TD 28）
■區間急行（只限大宮方向運行）
豐四季（TD 23）－柏（TD 24）
■普通
豐四季（TD 23）－柏（TD 24）－新柏（TD 25）

## 註解
1. ↑  特別快速包括中距離電車。

### 使用情況
JR、私鐵、地下鐵1日平均使用人數
1. ↑  .   [2012-04-15]. （原始内容存档于2001-05-06）.
2. ↑  駅情報（乗降人員） （页面存档备份，存于） - 東武鉄道

JR東日本1999年度以後的上車人次
1. ↑  各駅の乗車人員（1999年度） （页面存档备份，存于） - JR東日本
2. ↑  各駅の乗車人員（2000年度） （页面存档备份，存于） - JR東日本
3. ↑  各駅の乗車人員（2001年度） （页面存档备份，存于） - JR東日本
4. ↑  各駅の乗車人員（2002年度） （页面存档备份，存于） - JR東日本
5. ↑  各駅の乗車人員（2003年度） （页面存档备份，存于） - JR東日本
6. ↑  各駅の乗車人員（2004年度） （页面存档备份，存于） - JR東日本
7. ↑  各駅の乗車人員（2005年度） （页面存档备份，存于） - JR東日本
8. ↑  各駅の乗車人員（2006年度） （页面存档备份，存于） - JR東日本
9. ↑  各駅の乗車人員（2007年度） （页面存档备份，存于） - JR東日本
10. ↑  各駅の乗車人員（2008年度） （页面存档备份，存于） - JR東日本
11. ↑  各駅の乗車人員（2009年度） （页面存档备份，存于） - JR東日本
12. ↑  各駅の乗車人員（2010年度） （页面存档备份，存于） - JR東日本
13. ↑  各駅の乗車人員（2011年度） （页面存档备份，存于） - JR東日本
14. ↑  各駅の乗車人員（2012年度） （页面存档备份，存于） - JR東日本
15. ↑  各駅の乗車人員（2013年度） （页面存档备份，存于） - JR東日本
16. ↑  各駅の乗車人員（2014年度） （页面存档备份，存于） - JR東日本
17. ↑  各駅の乗車人員（2015年度） （页面存档备份，存于） - JR東日本
18. ↑  各駅の乗車人員（2016年度） （页面存档备份，存于） - JR東日本
19. ↑  各駅の乗車人員（2017年度） （页面存档备份，存于） - JR東日本
20. ↑  各駅の乗車人員（2018年度） （页面存档备份，存于） - JR東日本
21. ↑  各駅の乗車人員（2019年度） （页面存档备份，存于） - JR東日本

JR、私鐵統計資料
1. 1 2  レポート （页面存档备份，存于） - 関東交通広告協議会
2. 1 2  柏市統計書 （页面存档备份，存于） - 柏市役所

千葉縣統計年鑑
1. ↑  .   [2020-07-27]. （原始内容存档于2020-01-08）.
2. ↑  .   [2020-07-27]. （原始内容存档于2020-01-08）.
3. ↑  .   [2020-07-27]. （原始内容存档于2020-01-08）.
4. ↑  .   [2020-07-27]. （原始内容存档于2020-01-08）.
5. ↑  .   [2020-07-27]. （原始内容存档于2020-01-08）.
6. ↑  .   [2020-07-27]. （原始内容存档于2020-01-08）.
7. ↑  .   [2020-07-27]. （原始内容存档于2020-01-08）.
8. ↑  .   [2020-07-27]. （原始内容存档于2020-01-08）.
9. ↑  .   [2020-07-27]. （原始内容存档于2020-01-08）.
10. ↑  .   [2020-07-27]. （原始内容存档于2020-01-08）.
11. ↑  .   [2020-07-27]. （原始内容存档于2020-01-08）.
12. ↑  .   [2020-07-27]. （原始内容存档于2020-01-08）.
13. ↑  .   [2020-07-27]. （原始内容存档于2020-01-08）.
14. ↑  .   [2020-07-27]. （原始内容存档于2020-01-08）.
15. ↑  .   [2020-07-27]. （原始内容存档于2020-01-08）.
16. ↑  .   [2020-07-27]. （原始内容存档于2020-01-08）.
17. ↑  .   [2020-07-27]. （原始内容存档于2020-01-08）.
18. ↑  .   [2020-07-27]. （原始内容存档于2020-01-08）.
19. ↑  .   [2020-07-27]. （原始内容存档于2020-01-08）.
20. ↑  .   [2020-07-27]. （原始内容存档于2020-01-08）.
21. ↑  .   [2020-07-27]. （原始内容存档于2017-09-30）.
22. ↑  .   [2020-07-27]. （原始内容存档于2017-09-30）.
23. ↑  .   [2020-07-27]. （原始内容存档于2017-09-30）.
24. ↑  .   [2020-07-27]. （原始内容存档于2017-09-30）.
25. ↑  .   [2020-07-27]. （原始内容存档于2017-09-30）.
26. ↑  .   [2020-07-27]. （原始内容存档于2017-09-30）.
27. ↑  .   [2020-07-27]. （原始内容存档于2020-01-08）.
28. ↑  .   [2020-07-27]. （原始内容存档于2020-01-08）.
29. ↑  .   [2020-07-27]. （原始内容存档于2020-01-08）.
30. ↑  .   [2020-07-27]. （原始内容存档于2017-08-30）.
31. ↑  .   [2020-07-27]. （原始内容存档于2017-08-30）.
32. ↑  .   [2020-07-27]. （原始内容存档于2017-08-30）.
33. ↑  .   [2020-07-27]. （原始内容存档于2017-08-30）.
34. ↑  .   [2020-07-27]. （原始内容存档于2017-08-30）.
35. ↑  .   [2020-07-27]. （原始内容存档于2017-08-11）.
36. ↑  .   [2020-07-27]. （原始内容存档于2017-08-11）.
37. ↑  .   [2020-07-27]. （原始内容存档于2017-08-11）.
38. ↑  .   [2020-07-27]. （原始内容存档于2020-04-24）.
39. ↑  .   [2020-07-27]. （原始内容存档于2020-04-24）.

## 外部連結
- 車站資訊（柏）：東日本旅客鐵道
- 柏（車站資訊） - 東武鐵道